# Segunda División Peruana 1958
La Segunda División Peruana disputada en el año 1958 fue la 16ª edición del torneo. En dicha temporada, participaron diez equipos, dando comienzo el 6 de septiembre y concluyendo el 18 de enero del siguiente año.
Entre los equipos participantes, el Porvenir Miraflores fue uno de ellos tras su descenso desde la Primera División 1957, justo la temporada anterior. 
El campeón del torneo resultó ser el Unión América, logrando el ascenso a la Primera División de 1959, mientras que Association Chorrillos perdió la categoría al haber ocupado el último lugar.

## Ascensos y descensos
| Posición | Ascendido a Primera División 1958 |
| -------- | --------------------------------- |
| 1º       | Mariscal Castilla                 |

| Posición | Descendido de Primera División 1957 |
| -------- | ----------------------------------- |
| 10º      | Porvenir Miraflores                 |

| Posición | Ascendido de Liguilla de Ascenso 1957 |
| -------- | ------------------------------------- |
| 1º       | Defensor Lima                         |

| Posición | Descendido a Liga de Lima 1958 |
| -------- | ------------------------------ |
| 10º      | Atlético Lusitania             |

## Equipos participantes
| Club                   | Ciudad     | Entrenador        |
| ---------------------- | ---------- | ----------------- |
| Association Chorrillos | Chorrillos | Jaime Cruz        |
| Carlos Concha          | Callao     |                   |
| Defensor Arica         | Lima       |                   |
| Defensor Lima          | Lima       | Gerónimo Díaz     |
| Juventud Gloria        | Lima       | Juan Bulnes       |
| KDT Nacional           | Callao     | Alejandro Heredia |
| Porvenir Miraflores    | Miraflores |                   |
| Santiago Barranco      | Barranco   | Luis Seghelmeble  |
| Unidad Vecinal N.º 3   | Lima       | Carlos Torres     |
| Unión América          | Lima       | José Chiarella    |

## Tabla de posiciones
| #  | Club                   | PJ | PG | PE | PP | PTS |
| -- | ---------------------- | -- | -- | -- | -- | --- |
| 1  | Unión América          | 18 | 14 | 1  | 3  | 29  |
| 2  | Porvenir Miraflores    | 18 | 14 | 1  | 3  | 29  |
| 3  | Carlos Concha          | 18 | 9  | 4  | 5  | 22  |
| 4  | Juventud Gloria        | 18 | 9  | 2  | 7  | 20  |
| 5  | KDT Nacional           | 18 | 5  | 5  | 8  | 15  |
| 6  | Santiago Barranco      | 18 | 4  | 6  | 8  | 15  |
| 7  | Unidad Vecinal N.º 3   | 18 | 5  | 3  | 10 | 13  |
| 8  | Defensor Arica         | 18 | 5  | 3  | 10 | 13  |
| 9  | Defensor Lima          | 18 | 5  | 3  | 10 | 13  |
| 10 | Association Chorrillos | 18 | 4  | 4  | 10 | 12  |

|  | Campeón y ascendido a la Primera División de 1959    |
|  | Descendido a la Liga de los Balnearios del Sur 1959. |

### Desempate por el título
| 18 de enero de 1959 | Unión América                | 3-0 | Porvenir Miraflores | Estadio Nacional, Lima |  |
|                     | Alberto Guerra · César Casas |     |                     |                        |  |

| Perú                    |
| Campeón                 |
| Unión América 1º título |